# Forêts de conifères et décidues d'Anatolie septentrionale
Localisation
Les forêts de conifères et décidues d'Anatolie septentrionale forment une écorégion terrestre définie par le Fonds mondial pour la nature (WWF), qui appartient au biome des forêts de conifères tempérées de l'écozone paléarctique. Elle se situe dans la région de la mer Noire de l'Anatolie, dans une région montagneuse dont les crêtes agissent comme une barrière entre le climat continental de l'intérieur des terres et le climat pontique de la mer Noire.
La caractéristique principale de la région est son couvert forestier intact, surtout dans la partie orientale. Elle abrite notamment l'Ours brun, le Loup gris, ainsi que plusieurs ongulés, tel le Chamois (Rupicapra rupicapra) et la Chèvre sauvage (Capra aegagrus) à l'Est, ou le Cerf élaphe et le Chevreuil à l'ouest.